# Re di Giordania
Il Re di Giordania è il capo di Stato del Regno Hascemita di Giordania.
Dal 1946, anno in cui la Giordania ottenne l'indipendenza dal Regno Unito, si sono succeduti quattro Re di Giordania.Il Re di Giordania ricopre anche i ruoli di Gran Maestro e di capo delle onorificenze giordane.
Il sovrano attuale è Abd Allah II di Giordania (in arabo: عبدالله الثاني بن الحسين, ʿAbd Allāh al-thānī ibn al-Ḥusayn; Amman, 30 gennaio 1962) ed è in carica dal 7 febbraio 1999.
La residenza ufficiale del sovrano è il Palazzo di Raghadan, situato nella città di Amman, mentre la residenza privata è il Palazzo Beit Al Urdun, anch'esso situato nella capitale del Paese.

## Storiɑ
L'Emirato di Transgiordania venne istituito nel 1921 sotto forma di mandato della Società delle Nazioni. Il territorio dell'emirato si estendeva sui territori dell'ormai dissolto impero ottomano, noto anche come Impero turco, il quale era uscito sconfitto dalla Grande Guerra.
Per ricompensare il Grande Sharīf della Mecca, al-Ḥusayn ibn ʿAlī, che aveva dichiarato la cosiddetta "rivolta araba" contro gli ottomani durante la prima guerra mondiale, il Regno Unito diede il proprio consenso a:
- l'istituzione del Regno dell'Hegiaz, da affidare allo stesso al-Ḥusayn ibn ʿAlī;
- la nascita del Regno dell'Iraq, da affidare al secondogenito di al-Ḥusayn ibn ʿAlī, Fayṣal, che era stato il comandante militare delle forze arabe con il sostegno dello stesso Regno Unito e del col. Thomas Edward Lawrence;
- la nascita dell'Emirato di Transgiordania, da affidare all'altro figlio dello Sharīf, ʿAbd Allāh (11 aprile 1921), che divenne poi primo sovrano del Regno di Giordania quando l'Emirato venne trasformato in monarchia il 25 maggio del 1946.

## Appellativo
Al Re di Giordania bisogna rivolgersi con la formula onorifica di Sua Maestà (in arabo صاحب الجلالة‎?, Ṣāḥib al-Jalāla).

## Lista (1921-oggi)

### Emirato di Transgiordania  (1921–1946)
| Re | Re                                  | Casa reale | Vita                                                              | Regno                    | Regno          | Regno                        | Note |
| Re | Re                                  | Casa reale | Vita                                                              | Inizio                   | Fine           | Durata                       | Note |
| -- | ----------------------------------- | ---------- | ----------------------------------------------------------------- | ------------------------ | -------------- | ---------------------------- | --- |
|    | ʿAbd Allāh عبد الله الأول بن الحسين | Hascemita  | La Mecca, 2 febbraio 1882 - Gerusalemme, 20 luglio 1951 (69 anni) | 11 aprile 1921 (39 anni) | 25 maggio 1946 | 25 anni; 1 mese; 2 settimane | In precedenza, era stato indicato re dell'Iraq dalla Conferenza del Cairo del 1921, ma non si insediò mai sul trono iracheno a causa delle successive e diverse determinazioni delle potenze alleate vincitrici della prima guerra mondiale. |

### Regno hashemita di Transgiordania / Giordania (1946-oggi)
| Re | Re                                      | Casa reale | Vita                                                              | Regno                     | Regno                        | Regno                                   | Note                                                                                                   |
| Re | Re                                      | Casa reale | Vita                                                              | Inizio                    | Fine                         | Durata                                  | Note                                                                                                   |
| -- | --------------------------------------- | ---------- | ----------------------------------------------------------------- | ------------------------- | ---------------------------- | --------------------------------------- | --- |
|    | ʿAbd Allāh I عبد الله الأول بن الحسين   | Hashemiti  | La Mecca, 2 febbraio 1882 - Gerusalemme, 20 luglio 1951 (69 anni) | 25 maggio 1946 (64 anni)  | 20 luglio 1951 (assassinato) | 5 anni; 1 mese; 3 settimane; 4 giorni   | Proclamato re della Palestina nel corso della Conferenza di Gerico del 1948. Figlio di Husayn ibn Ali. |
|    | Ṭalāl طلال بن عبد الله                  | Hashemiti  | La Mecca, 26 febbraio 1909 - Istanbul, 7 luglio 1972 (63 anni)    | 20 luglio 1951 (42 anni)  | 11 agosto 1952 (abdicato)    | 1 anno; 3 settimane; 1 giorno           | Figlio di ʿAbd Allāh I                                                                                 |
|    | al-Ḥusayn الحسين بن طلال                | Hashemiti  | Amman, 14 novembre 1935 - Amman, 7 febbraio 1999 (63 anni)        | 11 agosto 1952 (17 anni)  | 7 febbraio 1999              | 46 anni; 5 mesi; 3 settimane; 6 giorni  | Figlio di Ṭalāl                                                                                        |
|    | ʿAbd Allāh II عبد الله الثانى بن الحسين | Hashemiti  | Amman, 30 gennaio 1962 (61 anni)                                  | 7 febbraio 1999 (37 anni) | regnante                     | 23 anni; 11 mesi; 2 settimane; 3 giorni | |

## Erede al trono

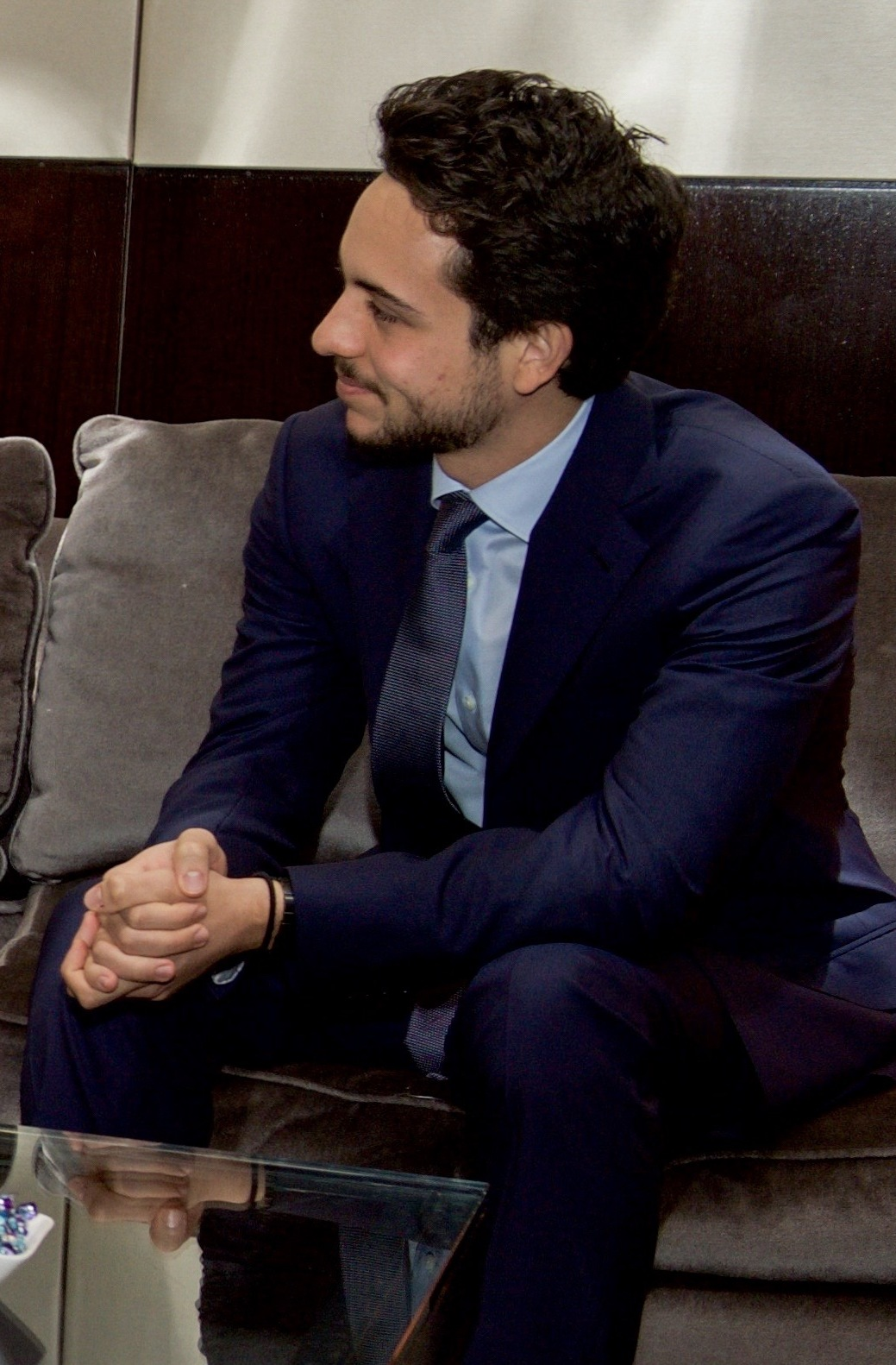
Il Principe della Corona Hussein Abd Allah

L'erede al trono del Regno di Giordania è il Principe Husayn ibn Abd Allah, nato ad Amman il 28 giugno 1994, figlio dell'attuale re ʿAbd Allah II e della regina Rania di Giordania.

## Bandiera reale

Stendardo reale